# Хардалие
Хардалие — турецкий прохладительный напиток, изготавливаемый из винограда, семян горчицы и листьев вишни. Является традиционным в Восточной Фракии.
Несмотря на то, что напиток является продуктом брожения, семена горчицы препятствуют накоплению алкоголя. Исследование показало, что напиток имеет антиоксигенный эффект.
20 декабря 1930 года, во время посещения города Кыркларели, Мустафа Ататюрк попробовал этот напиток и распорядился о начале его промышленного производства по всей стране.